# Antonio Barroso y Castillo
Antonio Barroso y Castillo (Còrdova, 25 d'octubre de 1854 - Sant Sebastià, 7 d'octubre de 1916) va ser un advocat i polític espanyol, ministre d'Instrucció Pública i Belles arts, Gràcia i Justícia i de la Governació durant el regnat d'Alfons XIII.

## Biografia
Membre del Partit Liberal va iniciar la seva carrera política com a diputat per Còrdova en les eleccions de 1886. Va repetir l'escó fins a la de 1916. El seu cunyat José Sánchez Guerra y Martínez també copava les eleccions a la província.
Ministre de Gracia i Justícia entre el 30 de novembre de 1906 i el 25 de gener de 1907, va tornar a ocupar aquesta mateixa cartera ministerial entre el 3 d'abril i el 29 de juny de 1911, entre el 31 de desembre de 1912 i el 24 de maig de 1913 i entre el 9 de desembre de 1915 i el 8 d'octubre de 1916.
Va ser també ministre d'Instrucció Pública i Belles arts entre el 21 d'octubre de 1909 i el 9 de febrer de 1910 i ministre de la Governació entre el 29 de juny de 1911 i el 31 de desembre de 1912.
Va morir sobtadament l'octubre de 1916. El seu funeral es va celebrar a Còrdova i fou conegut per la seva fastuositat.